# The Road of Dreams
The Road of Dreams is een gedichtenbundel geschreven door Agatha Christie. Het boek verscheen in januari 1925 en werd uitgegeven door Geoffrey Bles.. Het is een van de weinige werken van Christie die niet naar het Nederlands werd vertaald.
Het boek bestaat uit vier delen:
- A Masque from Italy
- Ballads
- Dreams and Fantasies
- Other Poems

De gedichten komen gedeeltelijk terug in het eerste deel van haar bundel Poems uitgegeven in 1973.